# ویتکوواتس (کرایوو)
ویتکوواتس (به صربی: Vitkovac) یک منطقهٔ مسکونی در صربستان است که در کرالیفو واقع شده‌است.